# Morius occidens
Morius occidens är en skalbaggsart som beskrevs av Thomas Casey 1894. Morius occidens ingår i släktet Morius och familjen kortvingar. Inga underarter finns listade i Catalogue of Life.